# Go-Ichijō
Go-Ichijō (後一条天皇, Go-Ichijō Tennō, 12 octobre 1008 – 15 mai 1036) est le soixante-huitième empereur du Japon, selon l'ordre traditionnel de la succession, et a régné de 1016 à 1036.

## Généalogie
Avant son avènement au Trône du chrysanthème, son nom personnel (son iminia) était Atsuhira-shinnō (敦成親王). Il était aussi connu comme Atsunari-shinnō.
Son nom posthume lui a été donné en mémoire de celui de l'empereur Ichijō (on peut traduire le préfixe Go-, 後, par « postérieur », ce qui donne donc « Empereur Ichijō postérieur ».)
Go-Ichijō était le second fils de l'empereur Ichijō et de Jōtō Mon'in, une fille de Fujiwara no Michinaga. Son impératrice-consort (chūgū) était une autre fille de Michinaga, Fujiwara no Ishi. Il eut plusieurs enfants, parmi lesquels on peut citer :
- la princesse impériale Akiko (章子内親王, 1026 - 1105), impératrice (chūgū) de l'empereur Go-Reizei ;
- la princesse impériale Kaoruko (馨子内親王, 1029 - 1093), impératrice (chūgū) de l'empereur Go-Sanjō.

## Événements de son règne
Go-Ichijō monte sur le trône à 9 ans en 1016, lorsque son cousin Sanjō, devenu aveugle, abdique. Dans la mesure où il n'est pas en âge de gouverner, c'est son grand-père Fujiwara no Michinaga qui prend alors le contrôle du pays, avec le titre de sesshō (régent).
- Chôwa 5, le 29e du 1re mois (1016) : En la cinquième année du règne de Sanjō-tennō (三条天皇5年), l'empereur abdique ; et la succession (la senso) revient à Atsuhira-shinnō, qui  était le deuxième fils de l'ancien empereur Ichijō[4]. Ensuite, l'empereur Go-Ichijō, qui n'avait que neuf ans, accède au trône (le sokui)[5].

- Kannin 1, le 22e du 1er mois  (寛仁元年 ; 1017) :  Quelques voleurs ayant pénétré pendant la nuit dans le palais impérial furent tués à coups de flèches par Fujiwara-no Nagasuke et Fujiwara-no Yositaka, officiers de le sadaijin, Fujiwara no Michinaga. Go-Ichijō leur accorda des récompenses[6] ;
- Kannin 1, le 3e mois (1017) : Michinaga se démit de la charge de sadaijin; et l'udaijin, Fuijwara no Akimitsu, lui succéda. Le nadaijin, Kan'in Kinsue, devint udaijin, et le dainagon, Fujiwara no Yorimichi, fils de l'épouse légitime de Michinaga, fut fait nadaijin. Son père lui céda par la suite la place de régent de l'empire (sesshō). Yorimichi avait 26 ans, et son frère cadet, le chūnagon, Fujiwara no Koremichi, fut fait sataishō, ou grand général de la gauche[6] ;
- Kannin 1, le 3e du 5e mois (1017) : Michinaga distribue des dons à plus de 3,000 pauvres, dans un bâtiment construit par ses ordres[6] ;
- Kannin 1, le 9e du 5e mois (1017) : Le daijō-tennō Sanjō-in mourut à l'âge de 42 ans[6] ;
- Kannin 1, le 27e du 6e mois (1017) :  Quelques voleurs entrèrent de force dans le trésor de Michinaga, et emportèrent environ 1,300 onces de poudre d'or ; mais quelques mois après, ils furent arrêtés dans la province de Harima[6].

### Kugyō
Le Kugyō (公卿) est un nom collectif pour les hommes les plus respectés du kuge, les fonctionnaires les plus  puissants à la cour impériale, les ministres les plus importants du daijō-kan.
Lors du règne de Go-Ichijō, il y eut des ministres comme :
- Sesshō, Fujiwara no Michinaga, 966-1027[7] ;
- Sesshō, Fujiwara no Yorimichi, 992-1074[8] ;
- Daijō-daijin (太政大臣), Kan'in Kinsue, 956-1029[8] ;
- Kampaku, Fujiwara no Yorimichi[8].
- Sadaijin (左大臣), Fujiwara no Michinaga[7] ;
- Sadaijin, Fujiwara no Yorimichi[8].
- Sadaijin, Fujiwara no Akimitsu, 944-1021[8] ;
- Udaijin (右大臣), Fujiwara no Sanesuke, 957-1046[8] ;
- Nadaijin (中大臣), Fujiwara no Norimichi, 997-1075[8].

## Ères de son règne
Les années du règne de Ichijō sont plus spécifiquement identifiées par plus d'une ère japonais ou nengō.
- Ère Chōwa   (1012-1017)
- Ère Kannin  (1017-1021)
- Ère Jian    (1021-1024)
- Ère Manju   (1024-1028)
- Ère Chōgen  (1028-1037)